# Changchun Yatai FC
El Changchun Yatai (xinès simplificat: 长春亚泰, pinyin: Chángchūn Yàtài) és un club de futbol xinès situat a la ciutat de Changchun, va ser fundat el 6 de juny del 1996 i juga a la Superlliga xinesa.

## Història
Va ser fundat per l'empresa Jilin Yatai Group el 6 de juny del 1996. Va aconseguir ascendir a la Superlliga xinesa el 2006. El 2007, l'equip entrenat per Gao Hongbo sorprèn consagrant-se campió de la Superlliga xinesa, que li dona la possibilitat de participar per primera vegada a la Lliga de Campions d'Àsia.

## Uniforme
- Uniforme titular: Samarreta marró, pantalons negres, mitjons marrons.
- Uniforme alternatiu: Samarreta blanca, pantalons negres, mitjons blancs.

## Estadi
El Changchun City Stadium és un multiestadi ubicat a Nanling, a la ciutat de Changchun, Xina. Actualment és utilitzat per a partits de futbol. L'estadi té una capacitat de 38.000 espectadors.

## Palmarès
- Superlliga xinesa (1): 2007